# HMS Audacious (1912)
HMS Audacious (Его Величества Корабль «Одейшес», от англ. audacious — «дерзкий») — линкор-дредноут Королевского флота Британии, один из четырёх кораблей типа «Кинг Джордж V». Первый в истории дредноут, погибший в ходе боевых действий.

## Строительство
Заложен на судоверфи «Cammel Llaird» 23 марта 1911 года, согласно проекту расходов государственного бюджета Британской империи на 1910 год.

## Гибель
27 октября 1914 года «Одейшес», следуя для проведения учебной артиллерийской стрельбы у берегов Ирландии, в 08:05 наскочил на мину, установленную германским вспомогательным минным заградителем «Берлин». Капитан попытался подвести тонущий корабль к берегу и выбросить на мель, но в 10:50 машинное отделение было затоплено и «Одейшес» потерял ход.
Лайнер «Олимпик» при помощи эсминца «Ярость» (англ. «Fury») взял аварийный корабль на буксир, однако сильно осевший в воду и неуправляемый «Одейшес» оборвал тросы. Затем крейсер «Ливерпуль» (англ. «Liverpool») пытался буксировать линкор и также потерпел неудачу.
В 19:15 корма скрылась под водой, остававшиеся на линкоре члены экипажа были эвакуированы.
В 21:00 «Одейшес» перевернулся, взорвался и затонул. Осколком был убит старшина на крейсере «Ливерпуль», находившемся на расстоянии более 700 метров от места взрыва. Это единственная человеческая жертва при гибели «Одейшес».

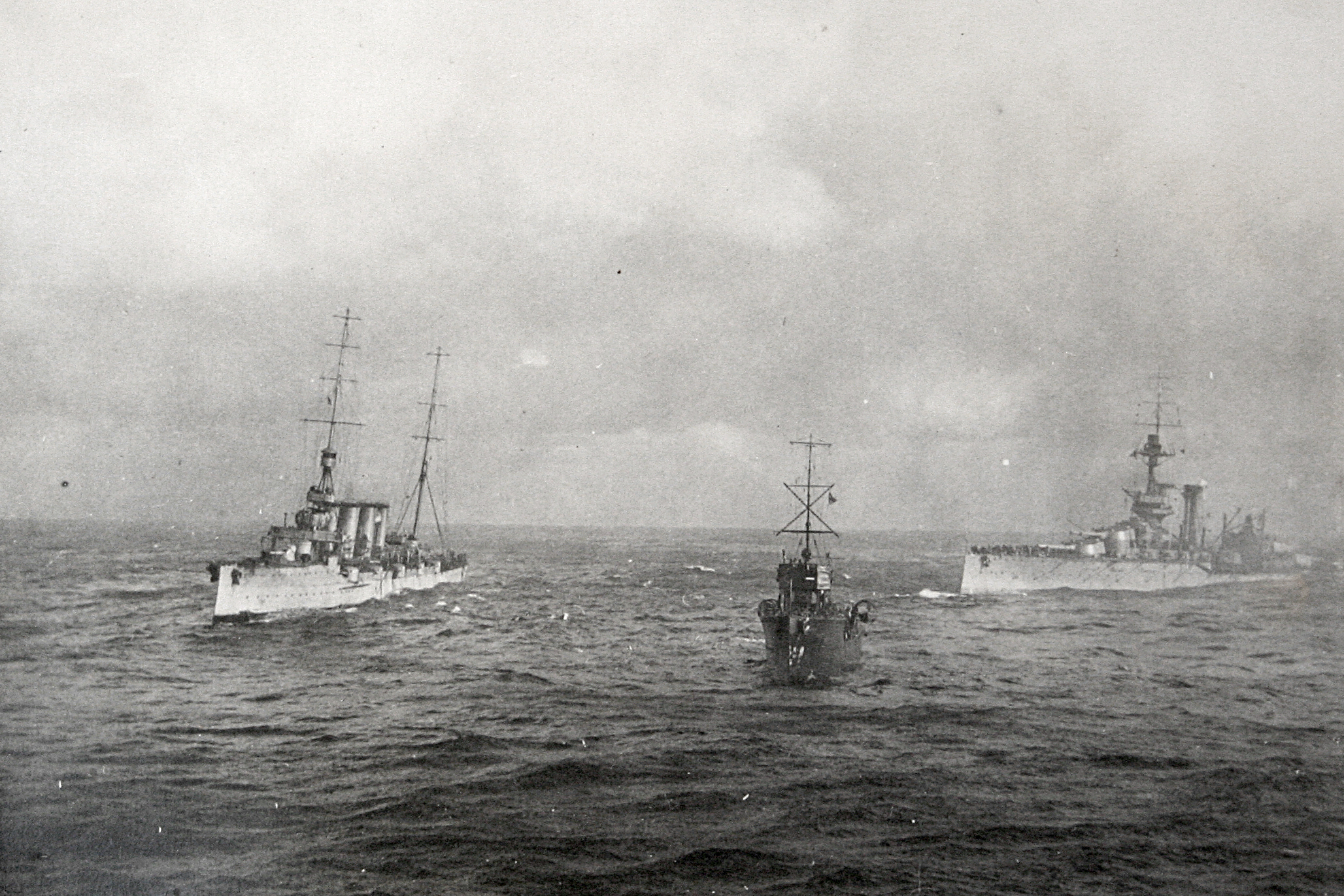
«Ливерпуль» (слева) и «Фьюри» (в центре) пытаются буксировать «Одейшес» (справа). Фотография сделана с «Олимпика».
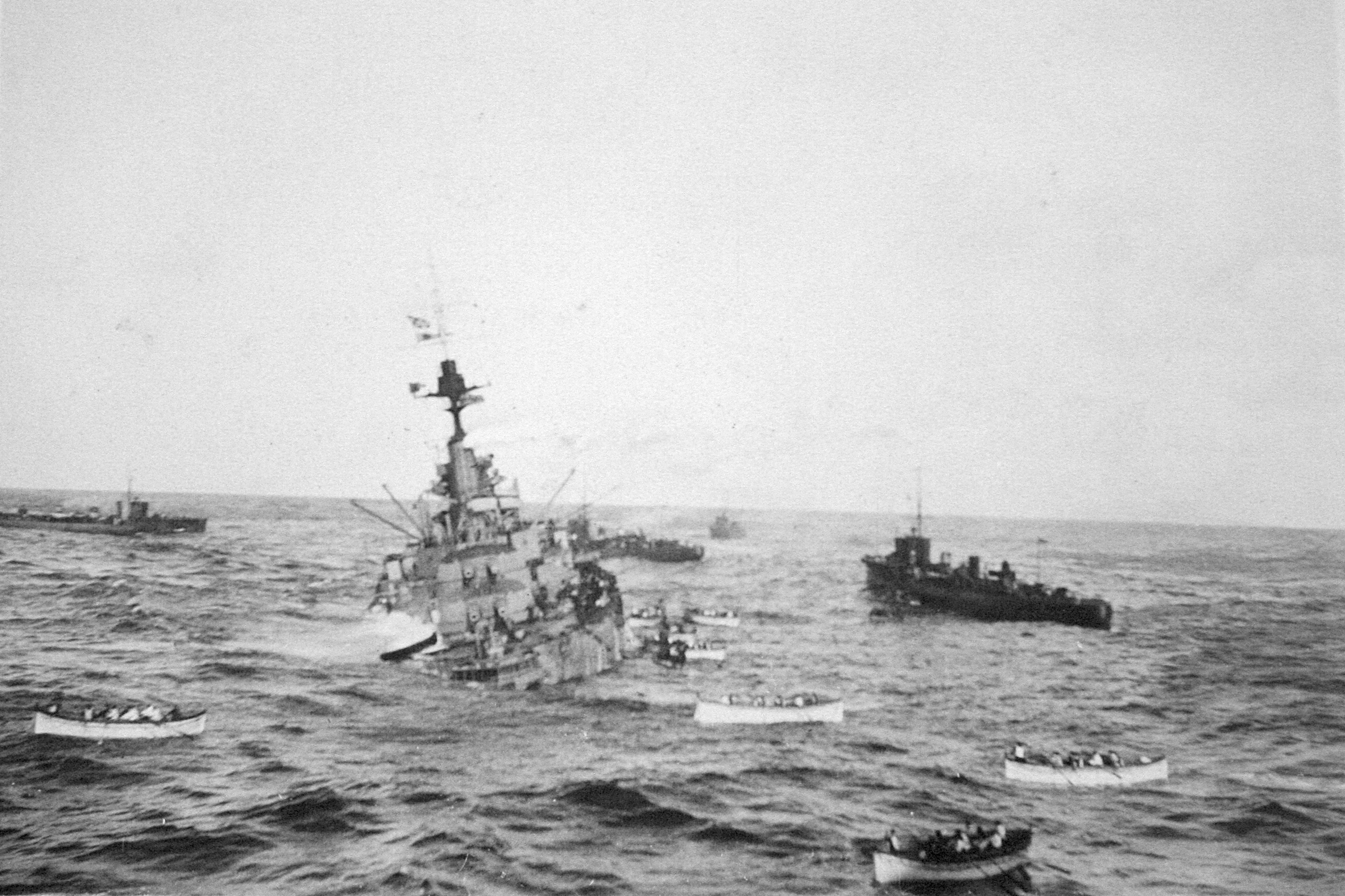
Экипаж «Одейшес» покидает тонущий корабль и пересаживается в спасательные шлюпки. Фотография сделана с «Олимпика».
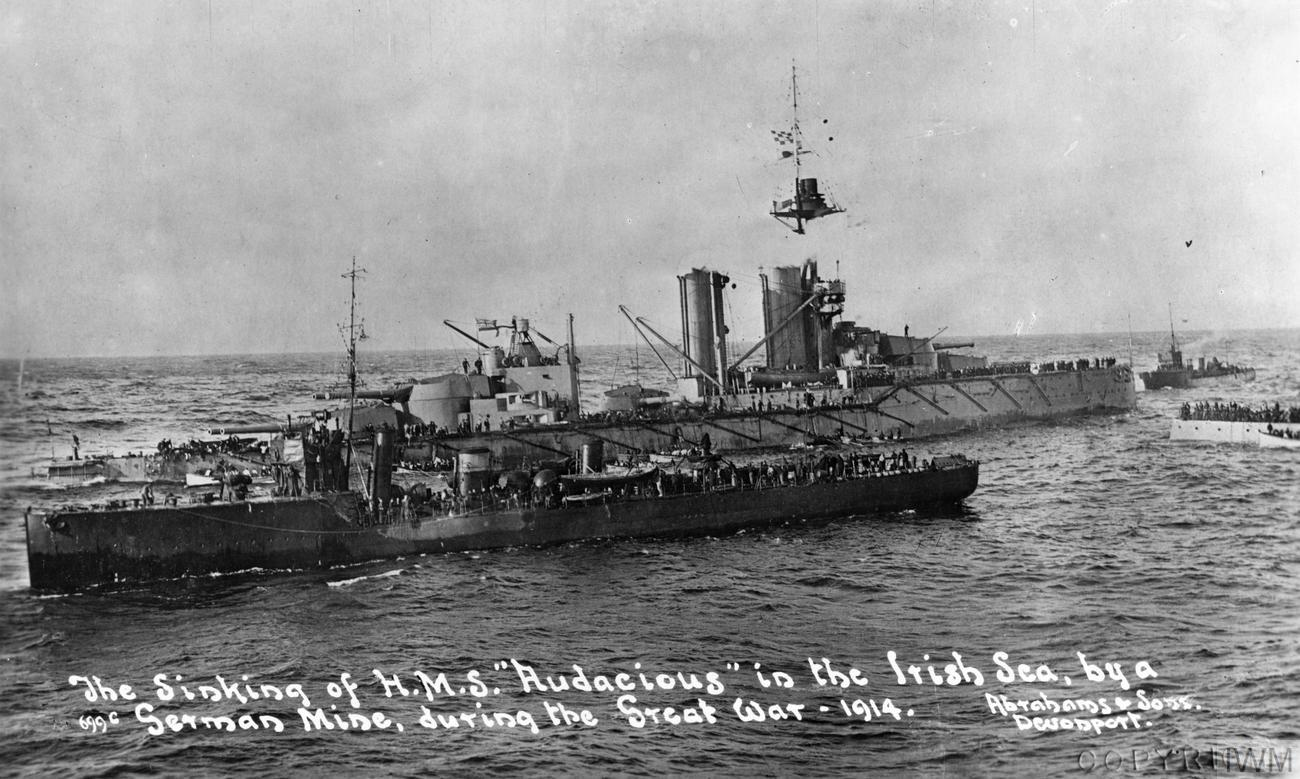
Эвакуация экипажа.

Первоначально считали, что «Одейшес» попал на плавучую мину, упавшую с «Центуриона» или «Аякса», которые шли перед ним, не исключалась и версия, что «Одейшес» был торпедирован. Лишь в самом начале 1915 года стало известно, что заграждение поставил вспомогательный крейсер «Берлин».

## Последствия гибели
Расследование гибели линкора установило, что большую роль в потере корабля сыграли неисправность или неплотное закрытие люков в подводной части и неверные действия аварийных команд, в результате чего оказались затоплены неповреждённые отсеки.
«Одейшес» был первым дредноутом, погибшим в Первую мировую войну. Британское Адмиралтейство решило сохранить гибель «Одейшес» в тайне. До окончания Первой мировой войны «Одейшес» упоминался в сообщениях для прессы как действующий боевой корабль.
Официальное извещение о гибели «Одейшес» (с указанием фактической даты происшествия) было опубликовано в газете «Таймс» только 14 ноября 1918 года. Извещение сопровождалось выражением благодарности британской прессе, сохранившей тайну.

## Фильмы
Останки «Одейшес» были показаны в документальном телесериале «Тайны затонувших кораблей» (англ. «Deep Wreck Mysteries») на канале «History Channel».